# Embelia libeniana
Embelia libeniana là một loài thực vật có hoa trong họ Anh thảo. Loài này được Taton mô tả khoa học đầu tiên năm 1977.